# Бикерниеки (трасса)
Би́керниеки (латыш. Biķernieku trase) — спортивный комплекс в Латвии, расположенный в рижском Бикерниекском лесу, в микрорайоне Межциемс. Включает трассы для кольцевых гонок, ралли-кросса и картинга, а также дорожки для беговых лыж. Открытие состоялось в советское время, в 1966 году, дебютировали заезды по кольцевым мотогонкам, и в этом же году были проведены первые кольцевые автогонки. Работы по совершенствованию комплекса продолжались постоянно, и в каждом десятилетии появлялись те или иные изменения и дополнения.

## История трассы

### Кольцевые автогонки

#### Советский период
В период с 1966 по 1991 год на трассе Бикерниеки состоялось 29 этапов чемпионатов СССР для гоночных автомобилей, 13 — для стандартных легковых автомобилей; на ней состоялись 7 этапов Кубка Дружбы социалистических стран по кольцевым автогонкам (1968, 1984—1986, 1988—1990), а также 5 международных соревнований в период 1988—1991 годов. На трибунах размещалось до 50 тысяч зрителей.

### Ралли-кросс
С 2011 года начали проводиться также ралли-кроссовые соревнования, для чего были проложены дополнительные грунтовые дорожки. Первой крупной международной гонкой стал этап чемпионата Северной Европы (NEZ), с 2016 по 2022 год Бикерниеки принимал этап чемпионата мира по ралли-кроссу.

## Победители гонок

### Кубок Дружбы соцстран по кольцевым автогонкам
|       | Формулы                   | Формулы                | Формулы                      | Кузовные машины           | Кузовные машины | Кузовные машины              |
| Сезон | Победитель личного зачёта | Автомобиль (двигатель) | Победитель командного зачёта | Победитель личного зачёта | Автомобиль      | Победитель командного зачёта |
| ----- | ------------------------- | ---------------------- | ---------------------------- | ------------------------- | --------------- | ---------------------------- |
| 1968  | Хайнц Мелькус             | Melkus 64 - Wartburg   | ГДР                          |                           |                 |                              |
| 1984  | Улли Мелькус              | SRG MT 77 - ВАЗ        | ЧССР                         | Юрий Серов                | ВАЗ-2105        | СССР                         |
| 1985  | Тоомас Напа               | Estonia 21M - ВАЗ      | СССР                         | Властимил Томашек         | ВАЗ-21011       | ЧССР                         |
| 1986  | Тоомас Напа               | Estonia 21M - ВАЗ      | СССР                         | Михаил Тараканов          | ВАЗ-2105        | СССР                         |
| 1988  | Виктор Козанков           | Estonia 21.10 - ВАЗ    | ЧССР                         | Алексей Григорьев         | ВАЗ-2105        | СССР                         |
| 1989  | Виктор Козанков           | Estonia 21.10 - ВАЗ    | ЧССР                         | Юрий Кацай                | ВАЗ-2108        | СССР                         |
| 1990  | Виктор Козанков           | Estonia 21.10 - ВАЗ    | СССР                         | Юрий Боровиков            | ВАЗ-2108        | СССР                         |

### Чемпионат мира по ралли-кроссу
| Сезон | Автогонщик          | Автомобиль             |
| ----- | ------------------- | ---------------------- |
| 2016  | Себастьен Лёб       | Peugeot 208 WRX        |
| 2017  | Юхан Кристофферссон | Volkswagen Polo GTI RX |
| 2018  | Юхан Кристофферссон | Volkswagen Polo RX     |
| 2019  | Тимми Хансен        | Peugeot 208 WRX        |
| 2020  | Юхан Кристофферссон | Volkswagen Polo RX     |
| 2020  | Маттиас Экстрем     | Audi S1 RX             |
| 2021  | Никлас Гронхольм    | Hyundai i20 RX         |
| 2021  | Юхан Кристофферссон | Audi S1 RX             |
| 2022  | Юхан Кристофферссон | Volkswagen Polo RX1e   |
| 2022  | Юхан Кристофферссон | Volkswagen Polo RX1e   |